# Liberia (Costa Rica)
Liberia è un distretto della Costa Rica, capoluogo del cantone omonimo e della provincia di Guanacaste.

## Geografia fisica
La capitale guanacasteca è situata al centro di una pianura vulcanica, che costituisce una parte del sistema della pampa centroamericana. La città sorge a poca distanza dal Rincón de la Vieja, uno stratovulcano alto 1916 metri che domina il paesaggio circostante. Il clima è caldo e secco d'estate, con temperature che possono arrivare a sfiorare i 40 °C. La stagione delle piogge va invece da maggio a novembre, con una consistente intensificazione dei fenomeni in corrispondenza di settembre e ottobre. La città - relativamente agli standard della Costa Rica - è piuttosto lontana dalla capitale San José, raggiungibile via terra in non meno di quattro ore. Liberia è comunque dotata di un aeroscalo di rilevanza internazionale, l'aeroporto Daniel Oduber, che la mette in collegamento con la capitale e con varie destinazioni continentali, cui si aggiunge Londra.

## Storia
Fondata a metà del secolo XVIII, inizialmente prese il nome di Guanacaste, come la regione che ad essa fa riferimento. Ubicata in prossimità del fiume Liberia, sulla via che portava da nord alla città costaricana di Bagaces, passò nel 1787 sotto la giurisdizione della città nicaraguense di León. Nel 1824, con il dissolversi dell'Impero coloniale spagnolo, Liberia si rifiutò di aderire all'invito del neonato governo della Costa Rica ad entrare a far parte del suo territorio, preferendo la permanenza nel Nicaragua. Tuttavia, per decisione del Congreso Federal de Centroamérica, venne annessa alla Costa Rica assieme al suo contado, nell'anno 1826. Gradualmente spodestò Nicoya del suo ruolo di centro egemone della regione settentrionale. Il borgo ricevette il riconoscimento del titolo di città solo nel 1836, e nel 1854 cambiò nome adottando la dizione corrente. Nel 1864 già contava 4 000 abitanti, dei quali però soltanto un decimo vivevano nel centro urbano. Proprio in quel periodo fu teatro di scontri anche violenti in occasione della guerra condotta dalla Costa Rica contro William Walker e il suo gruppo di filibustieri, poi fermati alle porte della capitale. Dopo la guerra fu ribattezzata Moricia in onore del Presidente di allora, Juan Rafael Mora. In tempi recenti la città ha seguito le sorti del resto del Paese.

## Economia
Tradizionalmente votata al turismo, incentivato dalla crescita costante dell'aeroporto cittadino, Liberia sta attraendo negli ultimi anni investimenti di qualità. Si registra per esempio un incremento della presenza di imprese coinvolte nel settore dell'alta tecnologia, tra le quali la prima a installarsi nella regione è stata la Ad Astra Rocket, presso il campus dell'università Earth.

### Turismo

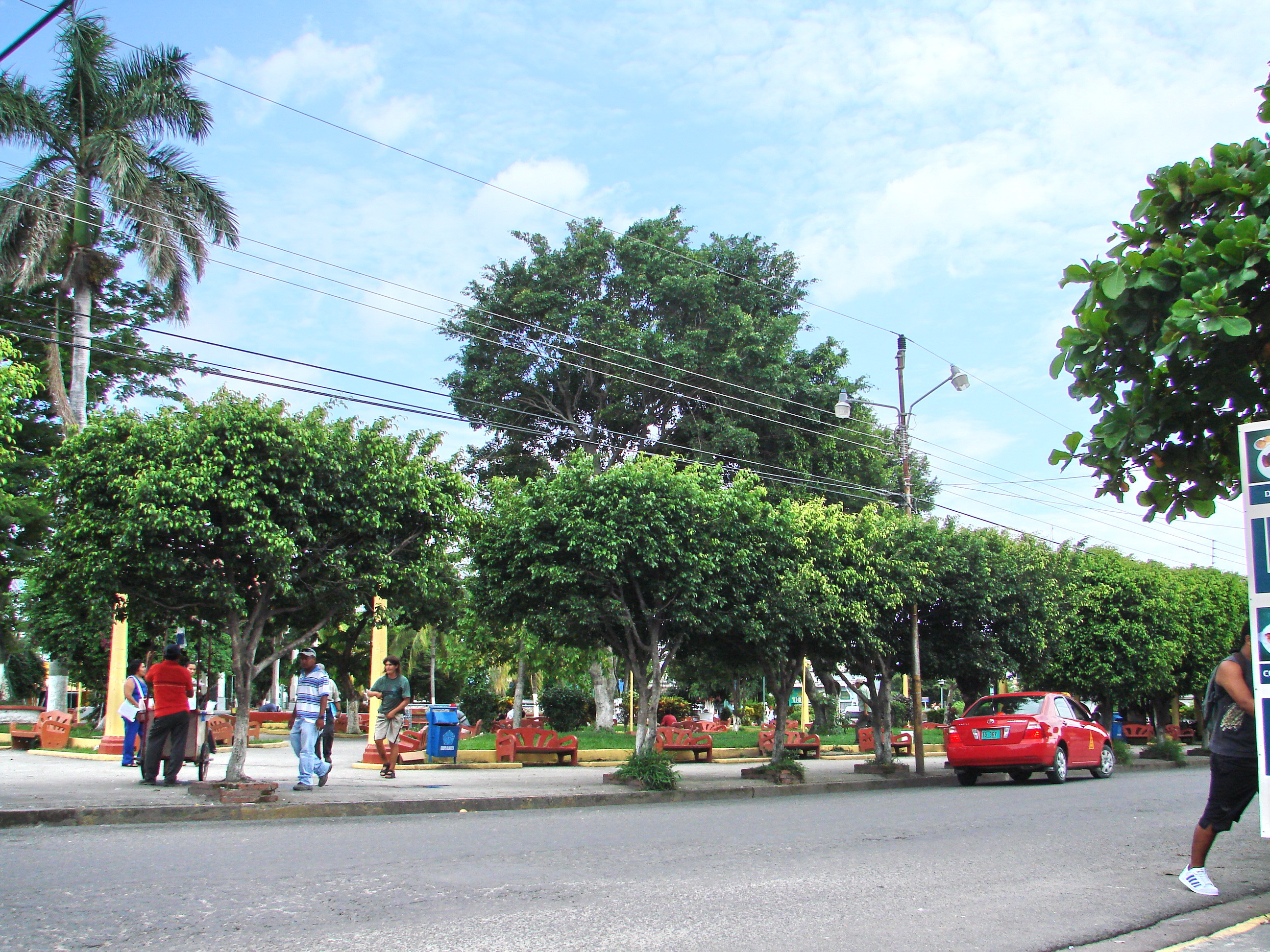
Liberia, il parco della città

Soprannominata Ciudad Blanca per il tipico colore dei muri delle sue case, costruite in bahareque, Liberia è considerata a buon diritto una delle più autentiche città coloniali del Centro America. Oltre che per la gradevolezza delle sue strade, per la sua atmosfera estiva e per il museo archeologico che ospita reperti dell'epoca pre-colombiana, la città ha una buona capacità di attrarre flussi turistici in quanto porta d'accesso per le spiagge del Pacifico (tra le altre, Playa del Coco e Playa Hermosa) e altre bellezze naturali come la Penisola di Papagayo e il vulcano Rincón de la Vieja. Eventi di spicco sono la celebrazione dell'anniversario dell'annessione della provincia guanacasteca alla Costa Rica, tenuta il 25 luglio, e l'insieme di feste cittadine che si tiene l'ultima settimana di febbraio, conosciuto come Fiestas Civicas de Liberia. In occasione della prima, chiamata festa del Día de la Anexión, si svolgono rodei, sfilate, spettacoli con i cavalli, aste di bestiame ed esibizioni di orchestre itineranti di marimba. Le Fiestas Civicas, invece, si aprono con lo scoppio di miriadi di petardi, seguiti da spettacoli di musica tradizionale guanacasteca, il tutto a tarda notte. Altro evento celebre legato alle Fiestas è la sfilata mattutina conosciuta come La Diana, quando molte persone danzano e bevono lungo le strade della città. Il fulcro della festa è però costituito da una specie di rodeo piuttosto estrema, che si tiene in uno spazio ristretto e che soprattutto vede coinvolte persone con tassi alcolemici decisamente alti.

## Infrastrutture e trasporti
La città è servita dall'Aeroporto Internazionale Daniel Oduber Quirós.